# Dietrich Boschung
Dietrich Boschung (25 januari 1956) is een Zwitsers archeoloog.
Boschung promoveerde in 1983 aan de universiteit van Bern (bij Hans Jucker) met een werk over de grafaltaren afkomstig uit de necropolen van Rome. In de periode 1983-84 was hij universitair medewerker te Bern. Van 1984 tot 1993 werkte hij in München als universitair medewerker (bij Prof. Dr. Paul Zanker). In 1989 verbond hij zich ook aan de Ludwig-Maximilians-universiteit van München. Daarnaast doceerde hij aan de Universiteit Augsburg en de universiteit van Marburg. Vanaf 1993/94 was hij directeur van de Forschungsarchivs für Antike Plastik van het archeologische instituut van de universiteit van Keulen, tot hij in 1995 werd benoemd tot (C3) professor klassieke archeologie aan de universiteit van Regensburg. In 1996 werd hij (C3) professor klassieke archeologie aan de universiteit van Keulen als opvolger van Henning Wrede. In zijn colleges en onderzoek behandelt Boschung zijn vak breed. Zijn voornaamste onderzoeksgebieden zijn de antieke grafkunst, de antieke portretkunst en het Nachleben van de oudheid.

## Voornaamste publicaties
Grafkunst
- Antike Grabaltäre aus den Nekropolen Roms. Acta Bernensia X (thesis universiteit van Bern 1983, uitgegeven in 1987)
- Grabaltäre mit Girlanden und frühe Girlandensarkophage. Zur Genese der kaiserzeitlichen Sepulkralkunst, in G. Koch (ed.), Grabeskunst der römischen Kaiserzeit, Mainz, 1993, pp. 37–42. ISBN 3805314841

Romeinse portretkunst
- Die Bildnisse des Caligula. Das römische Herrscherbild I 4, Berlijn, 1989. ISBN 3786115249
- Die Bildnisse des Augustus. Das römische Herrscherbild I 2, Berlijn, 1993. ISBN 3786116954
- Die Bildnistypen der iulisch-claudischen Kaiserfamilie, in Journal of Roman Archaeology 6 (1993), pp. 39–79.
- Gens Augusta. Untersuchungen zu Aufstellung, Wirkung und Bedeutung der Statuengruppen des julisch-claudischen Kaiserhauses, Mainz, 2002. ISBN 3805328257 (Recensie)
- Das römische Kaiserbildnis und seine Aufnahme im griechischen Osten, in Ch. Berns - L. Vandeput (edd.), Patris und Imperium. Akten des Kolloquiums "Kontinuität und Diskontinuität in den Städten des frühkaiserzeitlichen Kleinasien", Leuven, 2002, pp. 135–147. ISBN 9042911794
- Ein Kaiser in vielen Rollen. Bildnisse des Trajan, in A. Nünnerich-Asmus (ed.), Traian. Ein Kaiser der Superlative am Beginn einer Umbruchzeit?, Mainz, 2002, pp. 163–171. ISBN 3805327803

Engelse verzamelingen van antieke kunst
- - H. von Hesberg - A. Linfert, Die antiken Skulpturen in Chatsworth sowie in Dunham Massey und Withington Hall, Mainz, 1997. ISBN 9783805319911
- - H. von Hesberg, Antike Skulpturen in Newby Hall, Nostell Priory, Rokeby Park, Sledmere House, Harewood House und Hovingham Hall (in druk)

Nawerking van de oudheid
- art. Antikensammlung, in Der Neue Pauly 13 (1999), klm. 138-149.
- - H. von Hesberg, Antikensammlungen des europäischen Adels im 18. Jh., Mainz, 2000.
- Deutsche Sammlungen antiker Skulpturen im 18. Jahrhundert, in R. Wiegels - W. Woesler, Antike neu entdecken. Aspekte der Antikerezeption im 18. Jh. unter besonderer Berücksichtigung der Osnabrücker Region. (Kolloquium Osnabrück 2000, 2002), pp. 1–9.
- Montfaucon, Spence, Winckelmann: Drei Versuche des 18. Jahrhunderts, die Antike zu ordnen, in Th. Fischer, Bilder von der Vergangenheit. Zur Geschichte der archäologischen Fächer, Wiesbaden, 2005, pp. 105–144.

Mediamieke presentatie van antieke staatsvormen
- Die Präsenz des Kaiserhauses im öffentlichen Bereich, in W. Trillmich - P. Zanker (edd.), Stadtbild und Ideologie. Die Monumentalisierung hispanischer Städte zwischen Republik und Kaiserzeit (Kolloquium Madrid 19.-23. Oktober 1987), München, 1990, pp. 391-400, tab. 46-48.
- - W. Eck (edd.), Die Tetrarchie. Ein neues Regierungssystem und seine mediale Präsentation. Akten des Kolloquiums Köln 2004., Wiesbaden, 2006.